# Реча (Ришканський район)
Реча (рум. Recea) — село в Ришканському районі Молдови. Адміністративний центр однойменної комуни, до складу якої також входять села Слобозія-Реча та Свердяк.

## Населення

### Національність
Розподіл населення за національністю за даними перепису 2004 року:
| Мова             | Відсоток |
| ---------------- | -------- |
| молдовани/румуни | 94,39%   |
| українці         | 4,34%    |
| росіяни          | 1,15%    |
| інші             | 0,12%    |